# Paardensport op de Olympische Zomerspelen
Paardensport is een  van de sporten die op de Olympische Zomerspelen worden beoefend. De huidige olympische disciplines zijn dressuur, eventing (voorheen military) en het springen (of jumping). In deze drie disciplines worden zowel individueel als in teamverband medailles uitgereikt.
De sport stond voor het eerst op het programma van de Olympische Spelen van 1900. Na een afwezigheid op de Spelen van 1904 en 1908 was de sport op alle volgende edities van de Spelen vertegenwoordigd.
Op de Spelen van 1900 werden, naast het springconcours, nog wedstrijden gehouden in hoogspringen en verspringen en verder stond er in 1920 eenmalig de discipline voltige, individueel en in teamverband, op het programma. Aanvankelijk werden zowel burgerlijke als militaire deelnemers tot de wedstrijden toegelaten. Tegenwoordig zijn militaire deelnemers eerder uitzondering dan regel.
Op de Spelen van 1952 werden voor het eerst vrouwelijke deelnemers tot de wedstrijden toegelaten. In tegenstelling tot de andere sporten, strijden echter zowel mannen als vrouwen tegen elkaar in dezelfde wedstrijden. Bij de teamwedstrijden kunnen teams dus uit mannen en vrouwen gevormd worden, waarbij geen limiet wordt gesteld aan het aantal deelnemers van een van beide seksen.
Op de Spelen van 1956 die in Melbourne plaatsvonden konden de paardensportonderdelen vanwege de quarantaineregels die in die tijd in Australië golden niet plaatsvinden. Deze onderdelen werden vijf maanden eerder gehouden in Stockholm, Zweden.
Bij de olympische gedachte wordt naast de ruiter ook het paard gezien als een atleet en dat wordt derhalve ook met naam en toenaam genoemd en geëerd.

## Onderdelen
| Onderdeel             | 96 | 00 | 04 | 08 | 12 | 20 | 24 | 28 | 32 | 36 | 48 | 52 | 56 | 60 | 64 | 68 | 72 | 76 | 80 | 84 | 88 | 92 | 96 | 00 | 04 | 08 | 12 | 16 | 20 | 24 | Totaal |
| --------------------- | -- | -- | -- | -- | -- | -- | -- | -- | -- | -- | -- | -- | -- | -- | -- | -- | -- | -- | -- | -- | -- | -- | -- | -- | -- | -- | -- | -- | -- | -- | ------ |
| Dressuur, individueel |    |    |    |    | •  | •  | •  | •  | •  | •  | •  | •  | •  | •  | •  | •  | •  | •  | •  | •  | •  | •  | •  | •  | •  | •  | •  | •  | •  | •  | 26     |
| Dressuur, teams       |    |    |    |    |    |    |    | •  | •  | •  | •  | •  | •  |    | •  | •  | •  | •  | •  | •  | •  | •  | •  | •  | •  | •  | •  | •  | •  | •  | 22     |
| Eventing, individueel |    |    |    |    | •  | •  | •  | •  | •  | •  | •  | •  | •  | •  | •  | •  | •  | •  | •  | •  | •  | •  | •  | •  | •  | •  | •  | •  | •  | •  | 26     |
| Eventing, teams       |    |    |    |    | •  | •  | •  | •  | •  | •  | •  | •  | •  | •  | •  | •  | •  | •  | •  | •  | •  | •  | •  | •  | •  | •  | •  | •  | •  | •  | 26     |
| Springen individueel  |    | •  |    |    | •  | •  | •  | •  | •  | •  | •  | •  | •  | •  | •  | •  | •  | •  | •  | •  | •  | •  | •  | •  | •  | •  | •  | •  | •  | •  | 27     |
| Springen, teams       |    |    |    |    | •  | •  | •  | •  | •  | •  | •  | •  | •  | •  | •  | •  | •  | •  | •  | •  | •  | •  | •  | •  | •  | •  | •  | •  | •  | •  | 26     |
| Afgevoerde onderdelen |    |    |    |    |    |    |    |    |    |    |    |    |    |    |    |    |    |    |    |    |    |    |    |    |    |    |    |    |    |    |        |
| Hoogspringen          |    | •  |    |    |    |    |    |    |    |    |    |    |    |    |    |    |    |    |    |    |    |    |    |    |    |    |    |    |    |    | 1      |
| Verspringen           |    | •  |    |    |    |    |    |    |    |    |    |    |    |    |    |    |    |    |    |    |    |    |    |    |    |    |    |    |    |    | 1      |
| Voltige, individueel  |    |    |    |    |    | •  |    |    |    |    |    |    |    |    |    |    |    |    |    |    |    |    |    |    |    |    |    |    |    |    | 1      |
| Voltige, teams        |    |    |    |    |    | •  |    |    |    |    |    |    |    |    |    |    |    |    |    |    |    |    |    |    |    |    |    |    |    |    | 1      |
| Totaal                | 0  | 3  | 0  | 0  | 5  | 7  | 5  | 6  | 6  | 6  | 6  | 6  | 6  | 5  | 6  | 6  | 6  | 6  | 6  | 6  | 6  | 6  | 6  | 6  | 6  | 6  | 6  | 6  | 6  | 6  | 157    |

## Medailles
De Duitser Isabell Werth is de 'succesvolste medaillewinnaar' in de paardensport, zij won acht gouden en vier zilveren medailles. 

### Over alle onderdelen
Onderstaande tabel geeft de top van meervoudige medaillewinnaars over alle disciplines in de paardensport weer.
|                                  | Olympiër                         | Jaren                            | Goud                             | Zilver                           | Brons                            | Totaal                           | Onderdeel                        |
| Vier keer goud en meer medailles | Vier keer goud en meer medailles | Vier keer goud en meer medailles | Vier keer goud en meer medailles | Vier keer goud en meer medailles | Vier keer goud en meer medailles | Vier keer goud en meer medailles | Vier keer goud en meer medailles |
| -------------------------------- | -------------------------------- | -------------------------------- | -------------------------------- | -------------------------------- | -------------------------------- | -------------------------------- | -------------------------------- |
| 01                               | Isabell Werth                    | 1992-2024                        | 8                                | 6                                | 0                                | 14                               | dressuur                         |
| 02                               | Reiner Klimke                    | 1964-1988                        | 6                                | 0                                | 2                                | 8                                | dressuur                         |
| 03                               | Hans Günter Winkler              | 1956-1976                        | 5                                | 1                                | 1                                | 7                                | springen                         |
| 04                               | Charles Pahud de Mortanges       | 1924-1932                        | 4                                | 1                                | 0                                | 5                                | eventing                         |
| 04                               | Michael Jung                     | 2012-2024                        | 4                                | 1                                | 0                                | 5                                | eventing                         |
| 06                               | Ludger Beerbaum                  | 1988-2016                        | 4                                | 0                                | 1                                | 5                                | springen                         |
| 07                               | Henri Saint Cyr                  | 1924-1928                        | 4                                | 0                                | 0                                | 4                                | dressuur                         |
| 07                               | Nicole Uphoff                    | 1988-1992                        | 4                                | 0                                | 0                                | 4                                | dressuur                         |
| 07                               | Jessica von Bredow-Werndl        | 2020-2024                        | 4                                | 0                                | 0                                | 4                                | dressuur                         |
| Vijf of meer medailles           |                                  |                                  |                                  |                                  |                                  |                                  |                                  |
|                                  | Anky van Grunsven                | 1992-2012                        | 3                                | 5                                | 1                                | 9                                | dressuur                         |
|                                  | Charlotte Dujardin               | 2012-2020                        | 3                                | 1                                | 2                                | 6                                | dressuur                         |
|                                  | Michael Plumb                    | 1964-1976                        | 2                                | 4                                | 0                                | 6                                | eventing                         |
|                                  | Josef Neckermann                 | 1960-1972                        | 2                                | 2                                | 2                                | 6                                | dressuur                         |
|                                  | Mark Todd                        | 1984-2012                        | 2                                | 1                                | 3                                | 6                                | eventing                         |
|                                  | Raimondo D'Inzeo                 | 1956-1972                        | 1                                | 2                                | 3                                | 6                                | springen                         |
|                                  | Piero D'Inzeo                    | 1956-1972                        | 0                                | 2                                | 4                                | 6                                | springen                         |
|                                  | Earl Thomson                     | 1932-1948                        | 2                                | 3                                | 0                                | 5                                | dressuur/eventing                |
|                                  | McLain Ward                      | 2004-2024                        | 2                                | 3                                | 0                                | 5                                | springen                         |
|                                  | André Jousseaume                 | 1932-1952                        | 2                                | 2                                | 1                                | 5                                | dressuur                         |
|                                  | Liselott Linsenhoff              | 1956-1972                        | 2                                | 2                                | 1                                | 5                                | dressuur                         |
|                                  | Christine Stückelberger          | 1976-1988                        | 1                                | 3                                | 1                                | 5                                | dressuur                         |
|                                  | Henri Chammartin                 | 1952-1968                        | 1                                | 2                                | 2                                | 5                                | dressuur                         |
|                                  | Gustav Fischer                   | 1952-1968                        | 0                                | 3                                | 2                                | 5                                | dressuur                         |

### Op één onderdeel
Onderstaande tabel geeft de winnaars van vier of meer medailles op één discipline in de paardensport weer.
| Olympiër                        | Onderdeel     | Jaren                                    | Medailles                                                  |
| ------------------------------- | ------------- | ---------------------------------------- | ---------------------------------------------------------- |
| Isabell Werth                   | dressuur team | 1992, 1996, 2000, 2008, 2016, 2020, 2024 | Goud · Goud · Goud · Goud · Goud · Goud · Goud             |
| Isabell Werth                   | dressuur      | 1992, 1996, 2000, 2008, 2016, 2020, 2024 | Zilver · Goud · Zilver · Zilver · Zilver · Zilver · Zilver |
| Hans Günter Winkler             | springen team | 1956, 1960, 1964, 1968, 1972, 1976       | Goud · Goud · Goud · Brons · Goud · Zilver                 |
| Reiner Klimke                   | dressuur team | 1964, 1968, 1976, 1984, 1988             | Goud · Goud · Goud · Goud · Goud                           |
| Michael Plumb                   | eventing team | 1964, 1968, 1972, 1976, 1984             | Zilver · Zilver · Zilver · Goud · Goud                     |
| McLain Ward                     | springen team | 2004, 2008, 2016, 2020, 2024             | Goud · Goud · Zilver · Zilver · Zilver                     |
| Anky van Grunsven               | dressuur team | 1992, 1996, 2000, 2008, 2012             | Zilver · Zilver · Zilver · Zilver · Brons                  |
| Anky van Grunsven               | dressuur      | 1996, 2000, 2004, 2008                   | Zilver · Goud · Goud · Goud                                |
| Andrew Hoy                      | eventing team | 1992, 1996, 2000, 2020                   | Goud · Goud · Goud · Zilver                                |
| Ludger Beerbaum                 | springen team | 1988, 1996, 2000, 2016                   | Goud · Goud · Goud · Brons                                 |
| Bruce Davidson                  | eventing team | 1972, 1976, 1984, 1996                   | Zilver · Goud · Goud · Zilver                              |
| Carl Hester                     | dressuur team | 2012, 2016, 2020, 2024                   | Goud · Zilver · Brons · Brons                              |
| Henri Chammartin Gustav Fischer | springen team | 1952, 1956, 1964, 1968                   | Zilver · Brons · Zilver · Brons                            |
| Raimondo D'Inzeo Piero D'Inzeo  | springen team | 1956, 1960, 1964, 1972                   | Zilver · Brons · Brons · Brons                             |
| Robert Dover                    | dressuur team | 1992, 1996, 2000, 2004                   | Brons · Brons · Brons · Brons                              |

### Medaillespiegel
N.B. Medaillespiegel is bijgewerkt tot en met de Olympische Spelen van 2024.
| Plaats | Land                     | NOC    | Goud | Zilver | Brons | Totaal |
| ------ | ------------------------ | ------ | ---- | ------ | ----- | ------ |
| 1      | Duitsland                | GER    | 32   | 15     | 14    | 61     |
| 2      | Zweden                   | SWE    | 18   | 13     | 14    | 45     |
| 3      | Frankrijk                | FRA    | 15   | 16     | 14    | 45     |
| 4      | Groot-Brittannië         | GBR    | 15   | 12     | 18    | 45     |
| 5      | Verenigde Staten         | USA    | 11   | 24     | 20    | 55     |
| 6      | Bondsrepubliek Duitsland | FRG    | 11   | 5      | 9     | 25     |
| 7      | Nederland                | NED    | 10   | 13     | 5     | 28     |
| 8      | Italië                   | ITA    | 7    | 9      | 7     | 23     |
| 9      | Sovjet-Unie              | URS    | 6    | 5      | 4     | 15     |
| 9      | Australië                | AUS    | 6    | 5      | 4     | 15     |
| 11     | Zwitserland              | SUI    | 5    | 11     | 8     | 24     |
| 12     | Duits eenheidsteam       | EUA    | 5    | 5      | 4     | 14     |
| 13     | België                   | BEL    | 5    | 2      | 7     | 14     |
| 14     | Nieuw-Zeeland            | NZL    | 3    | 2      | 5     | 10     |
| 15     | Canada                   | CAN    | 2    | 2      | 3     | 7      |
| 16     | Mexico                   | MEX    | 2    | 1      | 4     | 7      |
| 17     | Polen                    | POL    | 1    | 3      | 2     | 6      |
| 18     | Spanje                   | ESP    | 1    | 2      | 1     | 4      |
| 19     | Oostenrijk               | AUT    | 1    | 1      | 1     | 3      |
| 20     | Brazilië                 | BRA    | 1    | 0      | 2     | 3      |
| 21     | Japan                    | JPN    | 1    | 0      | 1     | 2      |
| 21     | Tsjecho-Slowakije        | TCH    | 1    | 0      | 0     | 1      |
| 23     | Denemarken               | DEN    | 0    | 5      | 2     | 7      |
| 24     | Chili                    | CHI    | 0    | 2      | 0     | 2      |
| 25     | Roemenië                 | ROU    | 0    | 1      | 1     | 2      |
| 26     | Argentinië               | ARG    | 0    | 1      | 0     | 1      |
| 26     | Bulgarije                | BUL    | 0    | 1      | 0     | 1      |
| 26     | Noorwegen                | NOR    | 0    | 1      | 0     | 1      |
| 29     | Portugal                 | POR    | 0    | 0      | 3     | 3      |
| 30     | Saoedi-Arabië            | KSA    | 0    | 0      | 2     | 2      |
| 31     | Hongarije                | HUN    | 0    | 0      | 1     | 1      |
| 31     | Ierland                  | IRL    | 0    | 0      | 1     | 1      |
| Totaal | Totaal                   | Totaal | 164  | 157    | 157   | 473    |

Parijs 1900 · 
Stockholm 1912 · 
Antwerpen 1920 · 
Parijs 1924 · 
Amsterdam 1928 · 
Los Angeles 1932 · 
Berlijn 1936 · 
Londen 1948 · 
Helsinki 1952 · 
Melbourne 1956 · 
Rome 1960 · 
Tokio 1964 · 
Mexico-stad 1968 · 
München 1972 · 
Montréal 1976 · 
Moskou 1980 · 
Los Angeles 1984 · 
Seoel 1988 · 
Barcelona 1992 · 
Atlanta 1996 · 
Sydney 2000 · 
Athene 2004 · 
Peking 2008 · 
Londen 2012 · 
Rio de Janeiro 2016 · 
Tokio 2020 · 
Parijs 2024 · 
Los Angeles 2028
Medaillewinnaars
Olympische Zomerspelen
Olympische Winterspelen
Gerelateerd
Olympische Jeugdspelen · Paralympische Spelen · Deaflympische Spelen · Special Olympic World Games
IOC · COA · BOIC · NOC*NSF · NAOC · SOC